# Florin Cîțu
Florin Vasile Cîțu (pronuncia: [floˈrin vaˈsiːle kɨːt͡su]) (Râmnicu Vâlcea, 1º aprile 1972) è un politico ed economista rumeno, primo ministro della Romania dal dicembre 2020 al novembre 2021.
Consulente finanziario e dirigente della ING Bank dal 2006 al 2011, entrò in politica nel 2016 nelle file del Partito Nazionale Liberale. Nello stesso anno fu eletto senatore, mentre nel novembre 2019 divenne ministro delle finanze del governo Orban I e riconfermato nello stesso ruolo nel marzo 2020 nel quadro del governo Orban II.
Venne nominato nuovo Primo ministro della Romania il 26 febbraio 2020 dal presidente Klaus Iohannis, al posto di Ludovic Orban; tuttavia, appena 15 giorni dopo, rinunciò all'incarico prima del voto di fiducia in parlamento.
In seguito alle elezioni parlamentari del 2020, grazie al sostegno di PNL, USR+ e UDMR, fu nuovamente designato quale premier nel dicembre dello stesso anno, entrando in carica il 23 dicembre 2020. Il suo governo fu sfiduciato il 5 ottobre 2021.
È stato presidente del Partito Nazionale Liberale tra il settembre 2021 e l'aprile 2022 e presidente del Senato tra il 23 novembre 2021 e il 29 giugno 2022.

## Formazione
Diplomatosi nel 1990 presso il liceo Energetic di Râmnicu Vâlcea, proseguì gli studi successivi negli Stati Uniti, conseguendo nel 1996 una laurea in economia e matematica presso il Grinnell College, nello Iowa. Tra il 1997 e il 1999 frequentò un master in politica monetaria, macroeconomia ed econometria organizzato dall'Università statale dell'Iowa, presentando una tesi dal titolo «Asymmetric Interest Rate Responses: The case of the Bank of England». Nel 2002 ottenne un dottorato in economia dallo stesso ente.
Nel 2003 seguì un corso in metodi empirici per la costruzione di modelli macroeconomici al Centro di Studi Finanziari (CFS), istituto di ricerca affiliato all'Università Goethe di Francoforte.

## Carriera professionale
Nel gennaio 2002 fu assunto come economista dalla Banca nazionale della Nuova Zelanda, lasciando l'ente nel novembre 2003, quando passò alla Banca europea degli investimenti a Lussemburgo.
Consulente finanziario per tutto il 2005, nel gennaio 2006 divenne capo economista della sezione romena della ING Direct, venendo promosso a direttore dei mercati finanziari nel gennaio dell'anno successivo. Tradizionalmente critico contro la politica monetaria della Banca nazionale della Romania, i suoi rapporti con il colosso bancario olandese si interruppero nel marzo 2011, quando la sua posizione fu tagliata in seguito ad una riorganizzazione del dipartimento. Nonostante la proposta di ricoprire un diverso incarico, Cîțu decise di agire per vie legali contro la decisione di licenziamento. Cîțu, però, perse il processo intentato contro l'azienda.
Dal 2011 al 2016 lavorò privatamente come consulente esterno e analista economico. Tra i clienti della sua società Florin Cîțu Advisory vi furono anche Goldman Sachs e JP Morgan.

## Carriera politica

### Senatore del Partito Nazionale Liberale
Nell'ottobre 2016 si iscrisse al Partito Nazionale Liberale (PNL), ottenendo l'elezione a senatore come rappresentante per Bucarest in occasione delle elezioni parlamentari del dicembre dello stesso anno. Fu, inoltre, uno dei sedici vicepresidenti del partito eletti dal congresso del PNL del 17 giugno 2017. Nel corso della legislatura fu vicepresidente della commissione bilancio fino al 31 gennaio 2018, ove rimase in qualità di membro semplice dopo essere stato indicato come presidente della commissione economia nel febbraio 2018. Nella nuova sessione parlamentare, nel settembre 2018, abbandonò la commissione economia e divenne membro di quella per gli affari europei. Nel novembre 2018 venne nominato capogruppo del PNL al senato.
Da senatore è stato autore di numerose e spesso controverse dichiarazioni che riguardavano le politiche economiche del governo in mano al Partito Social Democratico (PSD) e dell'allora ministro delle finanze Eugen Teodorovici, con il quale ha avuto più volte duri confronti. Tra le sue prese di posizione si scagliò contro i supposti vantaggi dei dipendenti pubblici, auspicando tassazioni aggiuntive e il taglio di determinati premi e pensioni. Nell'agosto 2017 affermò che il governo avrebbe introdotto una tassa dello 0,5% sui profitti del settore bancario, ipotesi confutata dal premier Mihai Tudose. In conseguenza delle dichiarazioni l'Autorità di sorveglianza finanziaria (ASF) avviò un'indagine nei confronti di Cîțu, avanzando il sospetto di un tentativo di manipolazione del mercato. Nell'inverno del 2018 annunciò alla stampa che il governo avrebbe esteso le previsioni della recente legge sulla tassazione degli utili del comparto bancario ed energetico anche ad altri settori produttivi. Le voci, tuttavia, non furono confermate dall'azione di governo. Sia nel gennaio 2018 che nel giugno 2019 rivelò che l'esecutivo era sul punto di contrarre dei prestiti dal Fondo monetario internazionale, le cui trattative erano state segrete, al fine di sostenere le spese correnti dello stato e che presto sarebbero state introdotte nuove tasse. Le supposizioni di Cîțu, tuttavia, furono sempre ufficialmente respinte dal ministero delle finanze. Nella primavera del 2019 Cîțu accusò apertamente Teodorovici di approfittare della sua posizione di governatore della Banca Internazionale di Investimento (IIB), istituto a statuto fiscale privilegiato, al fine di non pagare le proprie tasse in Romania.

### Ministro delle finanze

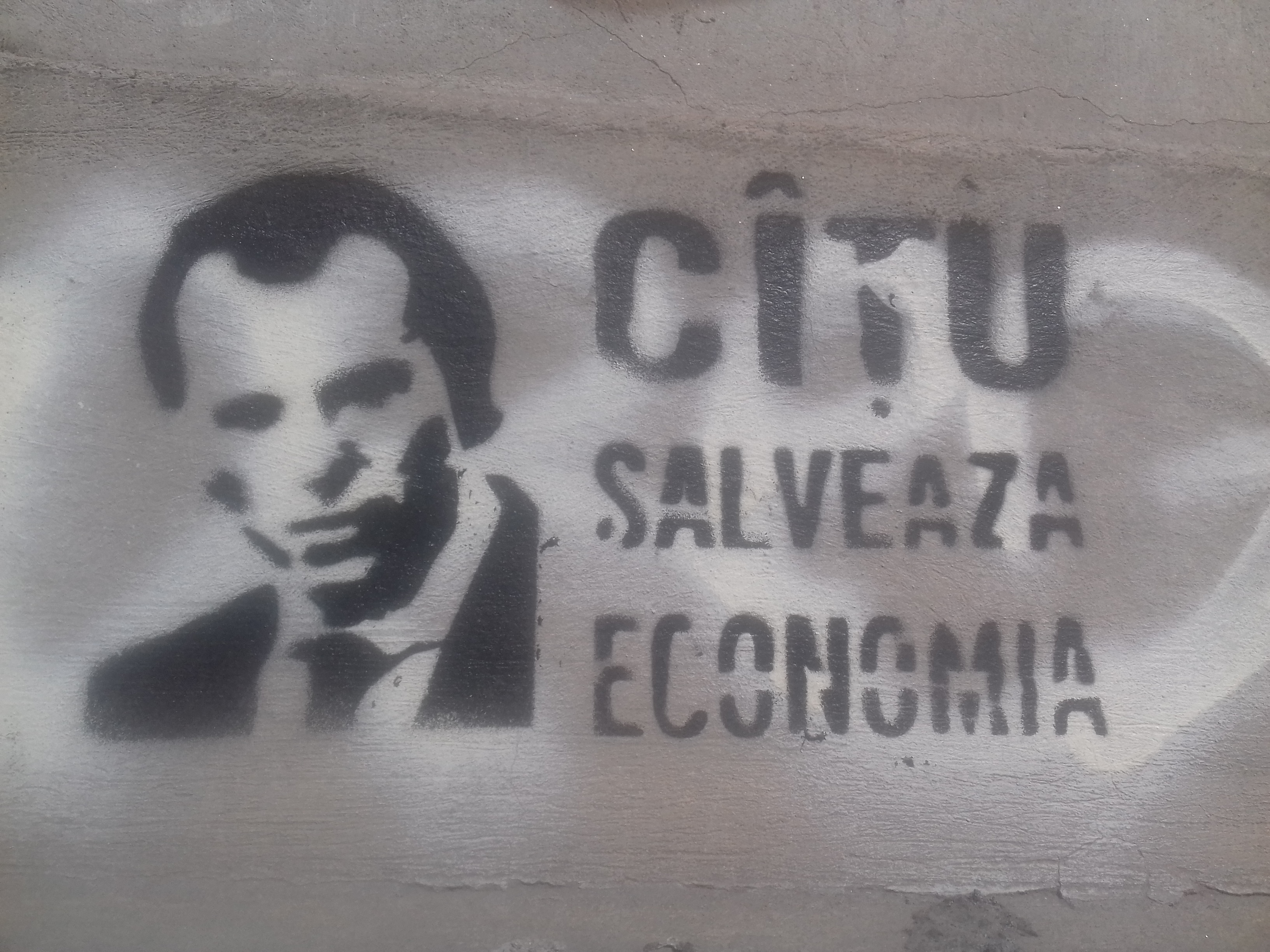
Un graffito raffigurante Florin Cîțu sulla parete dell'Università di Bucarest.

In seguito alla sfiducia al governo socialdemocratico di Viorica Dăncilă, nell'ottobre 2019 il leader del PNL Ludovic Orban fu incaricato di formare un nuovo esecutivo, nel quale Cîțu fu indicato come ministro delle finanze. Il 29 ottobre si svolse il suo colloquio con le commissioni bilancio e finanze di camera e senato che, tuttavia, diedero parere negativo sulla nomina (19 voti a favore e 19 contrari, mentre sarebbe stata necessaria la maggioranza). Il primo ministro, però, denunciando interferenze politiche del PSD annunciò che non avrebbe rinunciato a Cîțu. Il 4 novembre 2019, quindi, assunse l'incarico di ministro delle finanze, succedendo a Eugen Teodorovici.
Il 14 novembre dichiarò di aver trovato al ministero una situazione che andava aldilà delle sue analisi più pessimiste, con un buco di oltre 20 miliardi di lei, proclamandosi pronto a denunciare il PSD agli organi competenti per il modo in cui era stato gestito il bilancio. Affermò che questo era servito a finanziare il partito e che i dati reali non erano mai stati presentati in parlamento. In base all'eredità lasciata dal precedente governo Cîțu prevedeva che il deficit pubblico per il 2019 avrebbe oltrepassato il 4%, a fronte di un obiettivo al 3%. L'ex ministro Teodorovici, rispondendo alle polemiche, rigettò tutte le accuse.
In seguito alla caduta del governo Orban, il 26 febbraio 2020 fu designato da Klaus Iohannis come nuovo primo ministro della Romania, ma rinunciò all'incarico nello stesso giorno del voto di investitura parlamentare, il 12 marzo 2020.
Riconfermato ministro delle finanze anche nel governo Orban II, fu promotore di diverse misure atte a sostenere le aziende nel contesto scaturito dalla crisi economica derivante dalla pandemia di COVID-19, tra le quali il programma IMM Invest, che facilitava l'accesso al credito per le piccole e medie imprese con la garanzia dello stato. Nel 2020 il fondo ebbe un valore di 20 miliardi di lei. Furono rinviate le scadenze di numerose dichiarazioni fiscali, semplificata la rateizzazione dei mutui e velocizzate le procedure di rimborso dell'IVA alle imprese, inserendo la previsione del controllo delle dichiarazioni a posteriori.
Nel corso del suo mandato le agenzie di rating mantennero la stima per la Romania, ma modificarono l'outlook in negativo. Nell'estate 2020 fu varata l'emissione dei titoli di stato Fidelis, programma che nell'autunno raggiunse la cifra di 4,7 miliardi di lei.

### Primo ministro

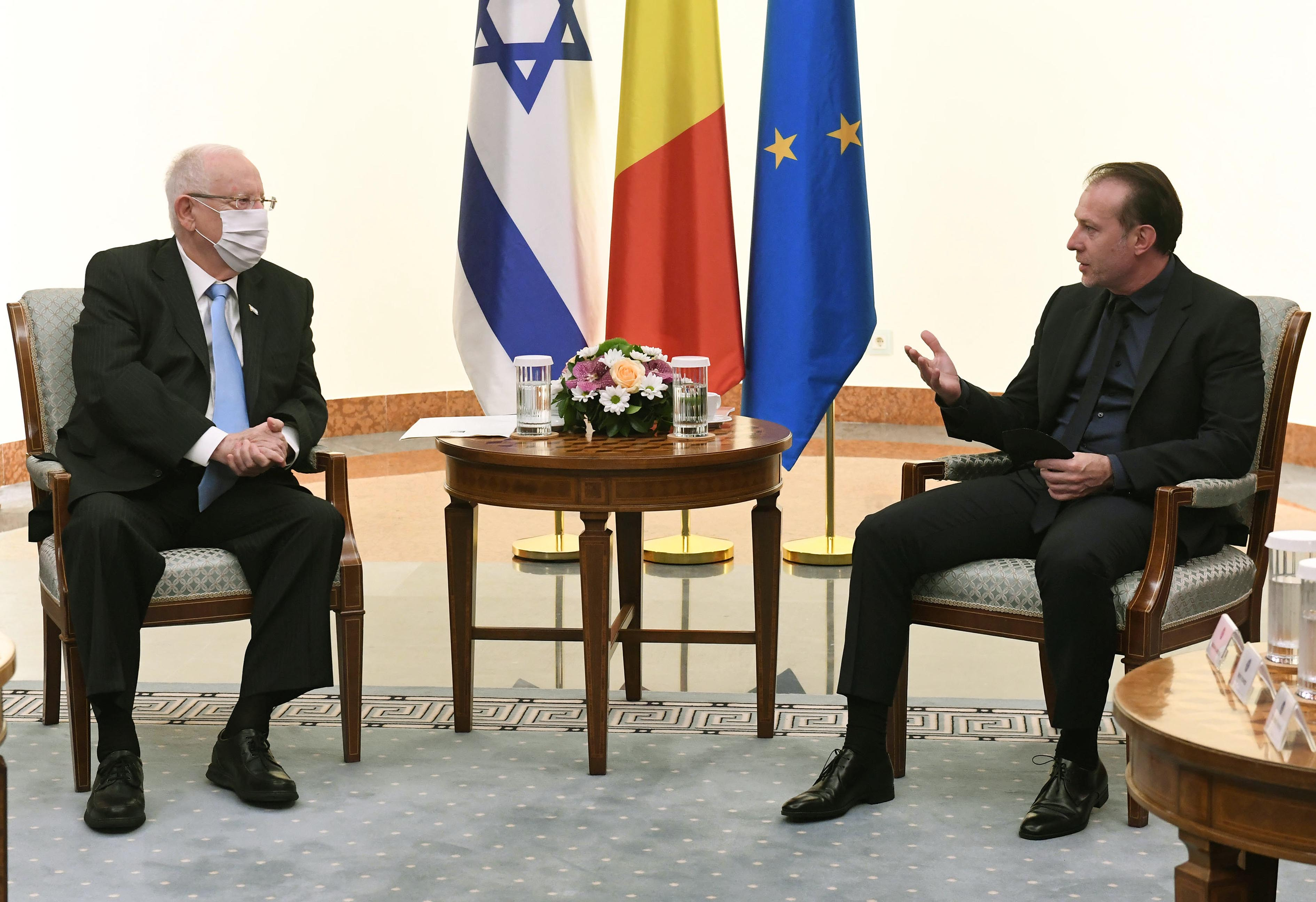
Florin Cîțu con il presidente di Israele Reuven Rivlin in visita in Romania l'8 giugno 2021.

Fu rieletto senatore in seguito alle elezioni parlamentari del 6 dicembre 2020. Il risultato del voto spinse il PNL a cercare un'alleanza di governo con le altre forze di centro-destra dell'Alleanza 2020 USR PLUS e l'Unione Democratica Magiara di Romania. Il 21 dicembre i tre partiti giunsero a un accordo per la costituzione di una coalizione a sostegno di Florin Cîțu nel ruolo di primo ministro. Il 22 dicembre fu designato in tale ruolo dal capo di Stato, mentre il giorno successivo il suo governo ottenne l'investitura del Parlamento con 260 voti a favore e 186 contrari.
Nel corso del mandato fu ministro della salute ad interim dal 14 al 21 aprile 2021 in sostituzione di Vlad Voiculescu (USR PLUS), destituito al culmine di lunghe tensioni tra il capo del governo e il titolare della salute. Su questo punto Cîțu fu promotore della campagna di vaccinazione contro la COVID-19 e nel gennaio 2021 dichiarò di puntare all'obiettivo di 10,4 milioni di vaccinati (pari al 70% della popolazione) entro la fine del mese di settembre. La campagna tuttavia procedette a rilento e la Romania si fermò al 33% della popolazione che aveva ricevuto entrambe le inoculazioni previste dal piano, il secondo peggior livello dell'Unione europea dopo la Bulgaria.
Tra l'8 luglio e il 18 agosto 2021, poi, rivestì temporaneamente anche il ruolo di ministro delle finanze, dopo la revoca di Alexandru Nazare, colpevole secondo il primo ministro di ritardi nella realizzazione di alcuni progetti in materia di fondi europei ed evasione fiscale. Tra i due, tuttavia, esistevano divergenze anche sulla gestione delle risorse destinate ai comuni governati dai sindaci liberali, tema che avrebbe avuto un impatto sulle elezioni interne per il presidente del PNL cui Cîțu si candidava. Il 18 agosto 2021 entrò in carica Dan Vîlceanu, considerato uno dei più stretti collaboratori del premier.
Il 1º settembre 2021 Cîțu revocò il ministro della giustizia Stelian Ion (USR PLUS), che si era rifiutato di convalidare il programma di sviluppo locale "Anghel Saligny" proposto dal premier, evento che dopo una breve crisi politica spinse gli alleati ad uscire dal governo. Cîțu, quindi, si assunse la responsabilità di un governo senza la maggioranza parlamentare e ritenne impossibile la ricostruzione dei rapporti con l'USR PLUS. Il 5 ottobre 2021, però, il governo cadde su una mozione di sfiducia votata da PSD, USR PLUS e AUR, e costretto alle dimissioni.

### Presidente del Partito Nazionale Liberale
Nella prima parte del 2021 rappresentò un nome gradito a parte della dirigenza del PNL che auspicava un cambio al vertice del partito in sostituzione di Ludovic Orban. Il 30 maggio 2021, quindi, Cîțu  annunciò la propria candidatura alla presidenza del PNL come avversario del leader uscente. La campagna dei due contendenti fu caratterizzata da toni alti e dure critiche reciproche. Il premier, tuttavia, godeva del favore del presidente della Romania Iohannis, che lo aveva sostenuto in tutte le scelte riguardanti la politica di governo, elemento che ebbe un peso anche sull'esito del congresso per la scelta del nuovo presidente del PNL.
Il programma di Cîțu, «Romania liberale» («România liberală»), sosteneva l'idea di un PNL come partito di centro-destra, le cui correnti principali erano il liberalismo, il cristianesimo democratico e il conservatorismo. Il congresso del 25 settembre 2021 lo elesse presidente con 2.878 voti (60,2%), mentre Ludovic Orban ne ottenne 1.898 (39,7%).

### Presidente del Senato
In seguito alla sfiducia al suo governo, nel novembre 2021 aprì i negoziati per un nuovo esecutivo di coalizione con PSD e UDMR. Nonostante il tentativo iniziale di ottenere ancora una volta la nomina a primo ministro, alla fine sostenne la figura di Nicolae Ciucă, concordata dai membri della direzione del PNL. A margine degli accordi per la formazione del governo Ciucă, riuscì ad ottenere la garanzia che avrebbe rivestito la funzione di presidente del senato. Il 23 novembre la nuova maggioranza destituì il presidente del senato Anca Dragu (82 favorevoli, 24 contrari e 9 astenuti) ed elesse Cîțu quale suo sostituto (82 voti a favore).
Nel dicembre 2021 fu nominato presidente ad interim della filiale del PNL del Settore 3 di Bucarest, in sostituzione di Antonel Tănase, passato a Forza della Destra.
Nel corso dei mesi successivi Cîțu criticò l'alleanza di governo con il PSD, dando vita a frizioni con alcuni membri della dirigenza. Nel marzo 2022 propose un'analisi sull'attività dei ministri in area PNL, ipotizzando l'idea di un rimpasto non concordato con il primo ministro. L'atteggiamento di Cîțu fu contestato dai primi vicepresidenti del PNL che, grazie al sostegno dell'ufficio esecutivo nazionale, il 2 aprile 2022 ne chiesero e ne ottennero le dimissioni da presidente del partito. Al congresso del PNL del 10 aprile 2022 Ciucă fu eletto al suo posto.
In qualità di presidente del senato, nel contesto dell'invasione russa in Ucraina, nell'aprile 2022 realizzò una visita ufficiale nei villaggi di Hostomel', Irpin' e Buča, su invito del presidente della Verchovna Rada, Ruslan Stefančuk. Cîțu incontrò anche il presidente ucraino Volodymyr Zelens'kyj e il primo ministro Denys Šmyhal', tenendo un discorso di fronte al congresso delle autorità locali e regionali dell'Ucraina. Nel corso dei suoi interventi condannò quelli che riteneva dei crimini di guerra commessi dall'esercito russo e ribadì il sostegno della Romania alla ricostruzione dell'Ucraina.
Il 27 giugno 2022 Ciucă annunciò che Cîțu non sarebbe stato confermato per un nuovo mandato a capo del PNL del Settore 3 di Bucarest. Due giorni più tardi il gruppo parlamentare del PNL organizzò una seduta d'urgenza per ritirare il proprio sostegno a Cîțu anche nella veste di presidente del Senato. Questi, tuttavia, presentò le proprie dimissioni nella stessa mattina e reclamò le interferenze del PSD sulla decisione dei colleghi. Nicolae Ciucă spiegò che «Tenendo conto dell'attività di Governo e Parlamento, della responsabilità del PNL e della necessità di coerenza delle misure che vanno prese a livello governativo e in piena concordanza con le decisioni prese a livello di coalizione, hanno avuto luogo discussioni e dibattiti e, in seguito a questi, il presidente del Senato Florin Cîțu ha annunciato le dimissioni».

## Aspetti controversi
Il 3 dicembre 2000 Cîțu venne arrestato nella Contea di Story nello Iowa, con l'accusa di guida in stato di ebbrezza. Gli fu trovato un tasso alcolemico di 0,161 a fronte del limite consentito di 0,08. Fu condannato a due giorni di carcere e al pagamento di una multa di 1.000 dollari, oltre alle spese legali.
Il 21 luglio 2008 fu denunciato dalla Maryland National Bank per un debito non estinto di 6.698,73 dollari. Il procedimento fu sospeso perché Cîțu era irreperibile negli Stati Uniti. All'epoca era direttore dei mercati finanziari di ING Direct.
Secondo un'inchiesta dell'agosto 2021 del quotidiano Libertatea, in base ai dati forniti dall'Università statale dell'Iowa, il suo curriculum ufficiale avrebbe presentato alcune discordanze. Secondo quanto riportato dall'ateneo Cîțu avrebbe completato il proprio master nel maggio 2002 e non avrebbe conseguito un titolo di dottorato. Cîțu chiarì tramite una nota ufficiale che aveva completato gli esami del master nel 1999, presentando poi la tesi nel 2002. Per quanto riguarda il dottorato, pur finalizzando i corsi nel 2002, non aveva sostenuto la propria tesi finale.
Nel novembre 2023 la Direzione nazionale anticorruzione trasmise al senato una richiesta di autorizzazione a procedere contro Cîțu. I procuratori lo accusavano di complicità in abuso d'ufficio, al fianco degli ex ministri della salute Ioana Mihăilă e Vlad Voiculescu e l'ex segretario di Stato Andrei Baciu. Secondo gli inquirenti in qualità di primo ministro in aprile e maggio 2021 avrebbe approvato due memorandum emessi dal ministero della salute per l'acquisto di nuove dosi dei vaccini anti-COVID-19 Pfizer-BioNTech e Moderna, in assenza di analisi che ne giustificassero la spesa, in un numero molto superiore rispetto a quello necessario a vaccinare la popolazione idonea di 10,7 milioni di persone comunicata precedentemente alla Commissione europea. In base alla procura la Romania avrebbe acquistato un surplus di 43 milioni di dosi, dal valore complessivo di 825 milioni di euro.
Il 29 novembre il senato approvò la richiesta di revoca dell'immunità parlamentare con 90 voti favorevoli, 2 contrari e 3 astensioni.